# Бертінетто Джан Лука
Джан Лука Бертінетто (італ. Bertinetto Gian Luca, нар. 3 січня 1941) — італійський дипломат. Надзвичайний і Повноважний Посол Італії в Україні в 1996-2000.

## Біографія
Народився 3 січня 1941 року. У 1964 закінчив Пізанський університет, факультет права.
З 1967 по 1968 — співробітник Управління кадрів МЗС Італії.
З 1968 по 1969 — співробітник канцелярії заступника міністра закордонних справ Італії.
З 1969 по 1972 — член постійного представництва Італії в Організації економічного співробітництва та розвитку.
З 1972 по 1975 — співробітник посольства Італії у Китаї.
З 1975 по 1979 — співробітник посольства Італії в США.
З 1979 по 1983 — співробітник Управління еміграції МЗС Італії.
З 1983 по 1989 — співробітник постійного представництва Італії в Європейському економічному співтоваристві в Брюсселі.
З 1989 по 1992 — співробітник Управління співробітництва та розвитку МЗС Італії.
З 1992 по 1996 — Надзвичайний і Повноважний Посол Італії в Мінські (Білорусь).
З 1996 по 2000 — Надзвичайний і Повноважний Посол Італії в Києві (Україна).